# خاک‌ریز، افغانستان
خاک‌ریز (به لاتین: Khakrez) یک منطقهٔ مسکونی در افغانستان است که در ولسوالی خاکریز واقع شده‌است. خاک‌ریز ۱٬۵۱۶ متر بالاتر از سطح دریا واقع شده‌است.